# Liste der Stolpersteine in Wiesbaden-Delkenheim
 Info: Angaben zu Eigenschaften, welche alle Teillisten für Wiesbaden gemeinsam haben, sind unter Liste der Stolpersteine in Wiesbaden zu finden.

## Liste
| Adresse         | Name                         | Inschrift mit Ergänzungen                                                                       | Verlegedatum | Bild | Anmerkung |
| --------------- | ---------------------------- | ----------------------------------------------------------------------------------------------- | ------------ | --- | --- |
| Kirchspiel 17 · | Abraham Mai                  | Hier wohnte Abraham Mai Jg. 1862 Deportiert 1942 Theresienstadt Tot 11.4.1943                   | 4. Okt. 2013 | Bild gesucht Die Wikipedia wünscht sich an dieser Stelle ein Bild vom hier behandelten Ort. Weitere Infos zum Motiv findest du vielleicht auf der Diskussionsseite . Falls du dabei helfen möchtest, erklärt die Anleitung , wie das geht. BW | Abraham Mai stammte ebenso wie seine Ehefrau Clementine geb. Kehrmann, aus Delkenheim. Das Ehepaar betrieb dort einen Viehhandel, der bereits von 1933 an von den Nazis boykottiert wurde, wie ein Zeuge nach dem Krieg bestätigt hat. Im Jahr 1937 musste das Geschäft endgültig stillgelegt werden. |
| Kirchspiel 17 · | Clementine Mai geb. Kehrmann | Hier wohnte Clementine Mai geb. Kehrmann Jg. 1868 Deportiert 1942 Theresienstadt Tot 26.11.1942 | 4. Okt. 2013 | Bild gesucht Die Wikipedia wünscht sich an dieser Stelle ein Bild vom hier behandelten Ort. Weitere Infos zum Motiv findest du vielleicht auf der Diskussionsseite . Falls du dabei helfen möchtest, erklärt die Anleitung , wie das geht. BW | Abraham Mai stammte ebenso wie seine Ehefrau Clementine geb. Kehrmann, aus Delkenheim. Das Ehepaar betrieb dort einen Viehhandel, der bereits von 1933 an von den Nazis boykottiert wurde, wie ein Zeuge nach dem Krieg bestätigt hat. Im Jahr 1937 musste das Geschäft endgültig stillgelegt werden. |